# Young Detective Dee - Il risveglio del drago marino
Young Detective Dee: Il risveglio del drago marino (狄仁傑之神都龍王, Di Renjie: Shen du long wang) è un film del 2013 diretto da Tsui Hark. È il prequel del film Detective Dee e il mistero della fiamma fantasma (2010), dello stesso regista. Il cast vede il ritorno di Carina Lau nel ruolo dell'imperatrice Wu Zetian, mentre Mark Chao interpreta Dee Renjie (ruolo precedentemente ricoperto da Andy Lau); tra gli altri membri del cast, Angelababy, Feng Shaofeng, Lin Gengxin e Kim Bum al debutto in un film cinese. Il film è uscito nei cinema cinesi il 28 settembre 2013, mentre in Italia è stato distribuito dalla Tucker Film direttamente in TV, il 9 marzo 2015 su Rai 4.

## Trama
Nel 660, una flotta cinese viene attaccata da un misterioso mostro marino nel Mar Cinese Orientale, distruggendo molte navi e lasciando il resto gravemente danneggiato. L'imperatrice Wu Zetian incarica Yuchi, un membro del Ministero della Giustizia, di indagare sugli attacchi dei mostro marino, minacciando l'esecuzione se non ci riuscirà entro dieci giorni. Il giovane Dee Renjie arriva nella capitale imperiale Luoyang, dopo aver ricevuto una raccomandazione per entrare a far parte della Corte di Giustizia e Revisione (Da Li Si). Per caso, sente un piano per rapire l'offerta per placare il mostro marino, la cortigiana Yin Ruiji. Mentre Dee combatte i rapitori, Ruiji viene catturata da un'altra creatura marina umanoide, ma viene salvata da Dee prima che la creatura riesca a scappare. All'arrivo sulla scena, Yuchi fa arrestare Dee e manda Ruiji in custodia protettiva. In prigione, Dee fa amicizia con l'assistente medico Shatuo, che lo aiuta a fuggire.
Nel frattempo, la creatura fa visita a Ruiji che si sta riprendendo. Rendendosi conto che la creatura è il suo amante scomparso, il produttore di tè Yuan Zhen, cerca di comunicare con lui proprio mentre un gruppo di teppisti mascherati attacca la casa. Dee, Yuchi e Shatuo arrivano per respingere i teppisti. Dopo aver salvato Yuchi, Dee viene improvvisamente attaccato da Yuan, che si nascondeva sotto le gronde. Mentre combattono, Ruiji accoltella improvvisamente Dee e minaccia di uccidersi, facendo fuggire Yuan. Successivamente, Ruiji dice a Dee la verità su Yuan. Deducendo gli indizi, Dee si rende conto che gli aggressori provengono dalla piccola nazione di Dondo, devastata dalla guerra, e cercano Yuan per avvelenare il tè imperiale e quindi uccidere l'imperatore Gao Zong e la sua corte. Dee, Shatuo e Ruiji trovano il nascondiglio di un selvaggio Yuan e riescono a sottometterlo. Lo portano dal medico imperiale Wang Pu, che gli somministra un sedativo. Il dottor Wang Pu scopre che la trasformazione di Yuan è stata causata da scarabei stercorari ed è in grado di curarlo dall'infestazione. Una volta che Yuan si è ripreso, ricorda come è stato avvelenato dal leader Dondo per non aver preso parte al suo piano. Wang Pu riesce a produrre un antidoto, che può essere distribuito a tutta la corte imperiale, scongiurando così la catastrofe.
Successivamente, scoprono il traditore all'interno del Da Li Si e mentre lo inseguono incontrano il mostro marino, una gigantesca manta mutato dal Dondo usando parassiti e veleno. Nel frattempo, l'imperatrice Wu imprigiona Ruiji poiché è del regno di Fuyu, ma Dee scommette con l'imperatrice che se cattura il leader ribelle entro un giorno lei rilascerà Ruiji. Sulla base degli indizi forniti da Yuan, Dee e Yuchi deducono l'isola su cui devono nascondersi i ribelli, atterrano sull'isola di notte e affrontano i ribelli; segue una lotta e Huo Yi, il capo dei ribelli di Dondo, viene finalmente ucciso. Durante il ritorno dall'isola, incontrano il mostro marino, che attacca la loro flotta. Alla fine, lanciano un'esca di pesce avvelenata contro il mostro marino, che trascina giù l'ultima nave ma lascia andare quando il veleno ha effetto, morendo. I Da Li si tornano vittoriosi e Dee riceve dall'Imperatore la prestigiosa "Mazza domatrice di draghi", oltre ad essere stato nominato nuovo capo del Da Li Si. Su consiglio di Dee, Yuan e Ruiji, ormai guariti, fuggono dalla città per evitare ulteriori conflitti con la vendicativa imperatrice.

## Distribuzione

### Edizione italiana
Il doppiaggio italiano del film è stato eseguito dalla CTA e diretto da Valeria Vidali su dialoghi di Alessandro Budroni. Come per il cast degli attori, Fabrizia Castagnoli è l'unica doppiatrice a ritornare nel proprio ruolo.

## Riconoscimenti
- 2014 - Asian Film Awards
  - Candidatura Miglior Production Designer a Mak Kwok-Keung
  - Candidatura Migliori effetti visivi/speciali a Kim Wook, Park Young-soo
  - Candidatura Miglior costumista a Bruce Yu, Lee Pik-kwan
- 2014 - Beijing Student Film Festival
  - Migliori effetti visivi/speciali a Kim Wook, Park Young-soo
  - Miglior attrice a Angelababy
  - Miglior attore a Feng Shaofeng
- 2014 - Changchun Film Festival
  - Migliori effetti visivi/speciali a Kim Wook, Park Young-soo
  - Candidatura Miglior attore a Feng Shaofeng
  - Candidatura Miglior attore a Yu Ailei
- 2014 - Chinese Film Media Awards
  - Candidatura Miglior attore a Feng Shaofeng
  - Candidatura Miglior attrice a Angelababy
  - Candidatura Miglior performance a Kenny Lin
- 2014 - Chinese Young Generation Film Forum
  - Miglior montaggio a Yu Bo-Yang
- 2014 - First Youth Film Festival
  - Candidatura Miglior regia a Tsui Hark
- 2014 - Golden Horse Film Festival
  - Candidatura Migliori effetti visivi/speciali a Kim Wook, Park Young-soo
  - Candidatura Miglior truccatore/costumista a Bruce Yu, Lee Pik-kwan
  - Candidatura Miglior direzione artistica a Mak Kwok-Keung
  - Candidatura Miglior colonna sonora a Kenji Kawai
  - Candidatura Miglior coreografie action a Feng Lin, Bun Yuen
- 2014 - China Hamilton Behind The Camera Awards
  - Miglior direzione artistica a Mak Kwok-Keung
  - Miglior truccatore/costumista a Bruce Yu, Lee Pik-kwan
  - Candidatura Miglior montaggio a Yu Bo-Yang
  - Candidatura Miglior coreografie action a Feng Lin, Bun Yuen
- 2014 - Hong Kong Film Awards
  - Candidatura Miglior coreografie action a Feng Lin, Bun Yuen
  - Candidatura Miglior direzione artistica a Mak Kwok-Keung
  - Candidatura Miglior truccatore/costumista a Bruce Yu, Lee Pik-kwan
  - Candidatura Miglior colonna sonora a Kenji Kawai
  - Candidatura Migliori effetti visivi/speciali a Kim Wook, Park Young-soo
  - Candidatura Miglior Sound Designer a Kinson Tsang
  - Candidatura Miglior nuova performance a Kenny Lin
  - Candidatura Miglior attrice non protagonista a Carina Lau
- 2014 - Huading Film Awards
  - Candidatura Miglior attore a Feng Shaofeng
  - Candidatura Miglior regia a Tsui Hark
  - Candidatura Miglior attore non protagonista a Kenny Lin
  - Candidatura Miglior attrice non protagonista a Carina Lau
  - Candidatura Miglior film a Tsui Hark
- 2015 - Golden Rooster Awards
  - Candidatura Miglior Sound Designer a Kinson Tsang